# C16H22O10
化学式C16H22O10（摩尔质量：374.34 g/mol）可能指：
- 栀子酸（京尼平苷酸），CAS号：27741-01-1
- 栀子新苷，CAS号：54835-76-6
- 獐牙菜苦苷，CAS号：17388-39-5

|  | 这个同类索引页列出了具有相同分子式的化学物（即同分異構體）条目。 除非您是有意链接至本页，否则应将相应条目的内部链接指向正确的条目。 |